# Dois Riachos
Dois Riachos est une municipalité brésilienne dans l'État de l'Alagoas.
C'est la commune où est née et a grandi Marta, élue 5 fois Meilleure joueuse de football de la FIFA.